# Parque Estadual Dom Osório Stoffel
O Parque Estadual Dom Osório Stoffel é um parque estadual do estado de Mato Grosso, Brasil. Protege uma área do bioma cerrado.

## Localização
O Parque Estadual Dom Osório Stoffel fica no município de Rondonópolis, Mato Grosso. Possui uma área de 6 422 hectares. Estende-se ao sul desde o rio Vermelho até o oeste do Aeroporto homônimo. O Ribeirão Ponte da Pedra atravessa o parque vindo do sul até se juntar ao Vermelho.

## Ambiente
O parque fica no bioma cerrado. Possui mais de 280 espécies de árvores e 500 espécies de fauna, incluindo várias ameaçadas de extinção. O parque é rico em cursos d'água, cachoeiras e vida selvagem, além de ser criadouro de peixes. O objetivo é proteger os recursos hídricos, permitir a circulação de espécies da fauna nativa e preservar uma amostra representativa dos ecossistemas, ao mesmo tempo que permite o uso controlado pelo público para educação e pesquisa científica.

## História
O Parque Estadual Dom Osório Stoffel foi criado pelo decreto 5.437, de 12 de novembro de 2002. O conselho consultivo foi criado em 6 de outubro de 2010. O plano de manejo foi publicado em 12 de novembro de 2012, orientando sobre como o parque pode ser utilizado de forma sustentável para fins como ecoturismo e educação ambiental.  Em 17 de outubro de 2014, os proprietários dos terrenos do parque foram convidados a apresentar documentação sobre as suas reivindicações.